# 辻奈々
辻 奈々（つじ なな）は、日本で活動するミュージカル女優である。奈良県出身。劇団四季所属。

## 来歴
京都女子大学発達教育学部在学時からコンクール等に出場し、大学時代にオペラ座の怪人を観劇したことをきっかけに劇団四季入団を決意した。大学卒業後の2012年7月に劇団四季のオーディションに合格し、劇団四季へ入団した。2013年1月22日にJR東日本アートセンター四季劇場［秋］で上演されたサウンド・オブ・ミュージック東京公演のアンサンブル6枠での出演が初舞台となった。

## 主な出演作品
- サウンド・オブ・ミュージック（2013年、アンサンブル6枠）
- 美女と野獣（2014年、アンサンブル1枠）
- オペラ座の怪人（2015年、カルロッタ・ジュディチェルリ）
- ノートルダムの鐘（2016年、クワイヤ）

※括弧内の年は初出演年